# رواية اليوم السابع
تصنف رواية اليوم السابع ضمن الروايات الطويلة للكاتب الصيني يو هوا، ونُشرت عام 2013.

## محتوى الرواية
تصف الرواية ما حدث ل الزومبي «يانغ في» خلال الأسبوع الذي يعقب وفاته، والذي ذهب فيه إلى المكان المخصص لحرق الجثث.

## أسلوب الرواية
تميز الكاتب باستخدامه الأسلوب الغربي في الكتابة، واستعان في كتابه بالإنجيل، وأيضا وصف الحياة الواقعية بطريقة مذهلة.

## التعليقات على الرواية
قرّاء الرواية عقدوا مقارنة بين هذه الرواية، ورواية أخرى تُدعى مئة عام من العزلة، ولكن يو هوا علق على ذلك هذا قائلاً:" أن رواية مئة عام من العزلة تحكي الكثير عما ما ورد في الصحف الكولومبية من مواضيع وأحداث، وأضاف أنه عندما يمشى في الشوارع، يتجه نحوه الكثير من الجماهير قائلين:" إن روايتك حقاً واقعية ".
فرواية اليوم السابع لا يمكن مقارنتها ب مئة عام من العزلة، لأن روايتي كتبت فيها سبعة أيام من العزلة، لكن راوية ماركيز تحكي مئة عام من العزلة.
يتملكني شعور مُدقع با العار، فعدد الكلمات رواية مئة عام من العزلة تبلغ مئتا ألف كلمة، لكن رواية اليوم السابع، فتبلغ عدد كلماتها مئة وثلاثين ألف كلمة.
يُعلق بعض القراء على هذه الرواية قائلين: «أنها تسلط الضوء على أحداث المجتمع في الفترة الأخيرة».
من خلال المقالات التي أُصدرت على الموقع الإلكتروني للأدباء الصينين، والتي تُفيد بأن هذا الكتاب يحكي أحداث المجتمع في الفترة منذ عام 2000 حتى الآن، تعرضت الرواية للكثيرمن الانتقادات من خلال موقعها الرسمي على تويتر.